# Angela Gorr

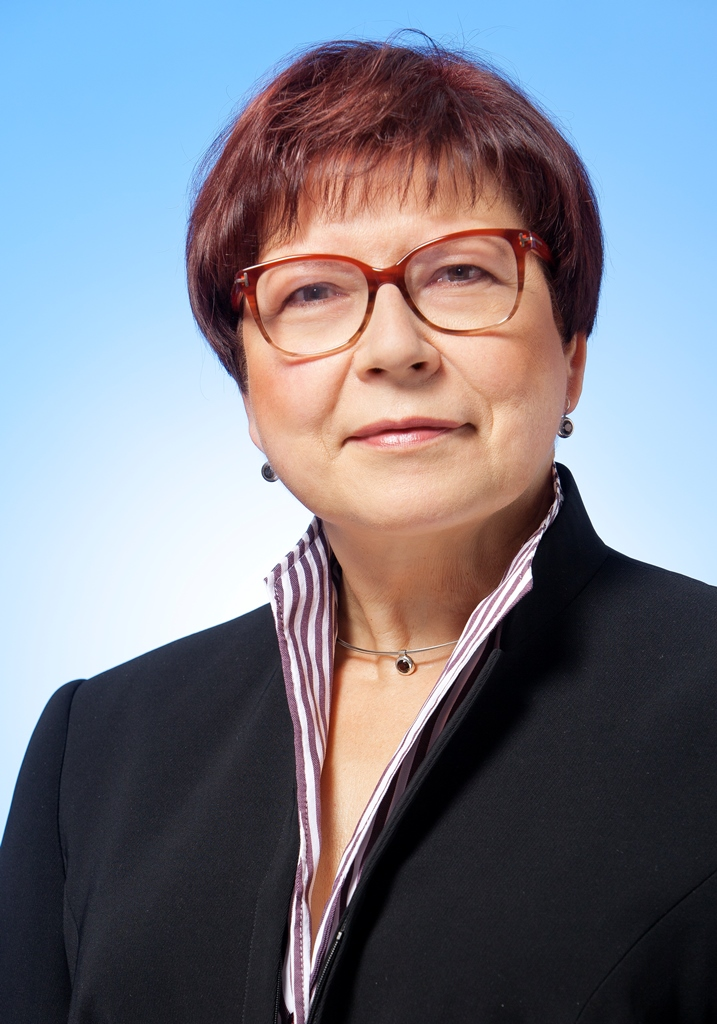
Angela Gorr (2015)

Angela Gorr (* 8. Juli 1957 in Braunlage) ist eine deutsche Politikerin der Partei CDU.

## Leben und Beruf
Sie erwarb 1976 ihr Abitur an der Sophienschule in Hannover. Anschließend studierte sie in Hannover und Liverpool. Sie beendete das Studium mit dem Staatsexamen für das Lehramt an Gymnasien. Ihre Fächer sind Anglistik und Germanistik. Des Weiteren erwarb sie den Abschluss Magister artium (M.A.) in Englischer Literaturwissenschaft und Deutscher Sprachwissenschaft. Anschließend war sie als freiberufliche Referentin in der Erwachsenenbildung tätig. Von 1993 bis 2001 war sie stellvertretende Leiterin der Kreisvolkshochschule Harz in Halberstadt. Ihre Tätigkeit als Leiterin der Städtischen Volkshochschule in Magdeburg, die sie von 2001 bis 2006 ausübte, ruht momentan.
Sie ist evangelisch und ledig.

## Politik und Partei
2000 trat sie in die CDU ein und ist seit 2000 Vorsitzende des CDU-Ortsverbandes Wernigerode. Von 2001 bis 2003 war sie Beisitzerin im CDU-Kreisvorstand in Wernigerode und ist seit 2003 CDU-Kreisvorsitzende. Weitere politische Tätigkeiten sind ihre Funktion als sachkundige Einwohnerin im Stadtrat Wernigerode (seit 1999) sowie ihre Mitgliedschaft im Stadtrat von Wernigerode (seit 2004) und im Kreistag Wernigerode, jetzt Landkreis Harz (ebenfalls seit 2004).

## Abgeordnete
Seit Beginn der 5. Wahlperiode im Jahr 2006 ist sie Mitglied des Landtages Sachsen-Anhalt. Sie ist dort Mitglied im Ausschuss für Bildung, Wissenschaft und Kultur. Zudem arbeitet sie im Ausschuss für Petitionen mit.

## Weitere Tätigkeiten
- 1997 bis 2003: Vorsitzende des Fördervereins für die Mahn- und Gedenkstätte Langenstein-Zwieberge
- seit 2004: Vorsitzende des Freundeskreises der Kreismusikschule „Andreas Werckmeister“ in Wernigerode
- seit 2006: stellvertretende Vorsitzende der Beratungsstellen für Hörbehinderte e. V.